# Eriogaster neogena
Eriogaster neogena is een vlinder uit de familie spinners. De wetenschappelijke naam is voor het eerst geldig gepubliceerd in 1824 door Fischer de Waldheim.
De soort komt voor in Europa.